# LG Optimus L7
LG Optimus L7 (P705) — смартфон на базе ОС Android 4.0 Ice Cream Sandwich компании LG Electronics. Смартфон является бывшим флагманом линейки LG Optimus L-Style (сейчас флагманом линейки L-style является смартфон LG Optimus L9), которая является развитием успешной серии Optimus от LG. Телефон был официально представлен в начале 2012 года на выставке MWC 2012. По сообщениям представителей компании, новая линейка телефонов Optimus L разрабатывается в рамках нового подхода LG к дизайну мобильных устройств. Другие телефоны линейки — LG Optimus L3 , LG Optimus L5 и LG Optimus L9. Продажа смартфона в России началась в мае 2012.

## Дизайн смартфона
LG Optimus L7 выполнен в виде тонкого прямоугольного моноблока с полностью стеклянной лицевой поверхностью из стекла Gorilla Glass, боковыми вставками из металлизированного пластика и рифленой задней панелью, выполненной „под кожу“. Передняя панель телефона занята сенсорным дисплеем диагональю 4,3». Под дисплеем расположены большая центральная кнопка возврата на домашний экран и сенсорные кнопки управления функциями устройства. На задней панели — камера 5МП с поддержкой автофокуса.

## Технические особенности
Обозреватели относят телефон к моделям среднего класса. Технические характеристики L7 выше, чем у предыдущих представителей этой линейки.
Многозадачность и скорость работы телефона по оценкам экспертов — на хорошем среднем уровне для аппаратов этого класса.
Основой является 1 ядерный процессор Qualcomm MSM 7227A с тактовой частотой в 1 ГГц. 3D ускоритель Adreno 200, который позволяет ускорить обработку изображений. Оперативная память 512 Мб, кроме того, телефон оснащен 4 Гб встроенной флеш-памяти, которую можно увеличить с помощью карт памяти microSD (максимальный объём до 32 Гб).
Дисплей телефона — 4,3", разрешение 800х480 пикселей.